# Tuchfabrik (Kulturzentrum)

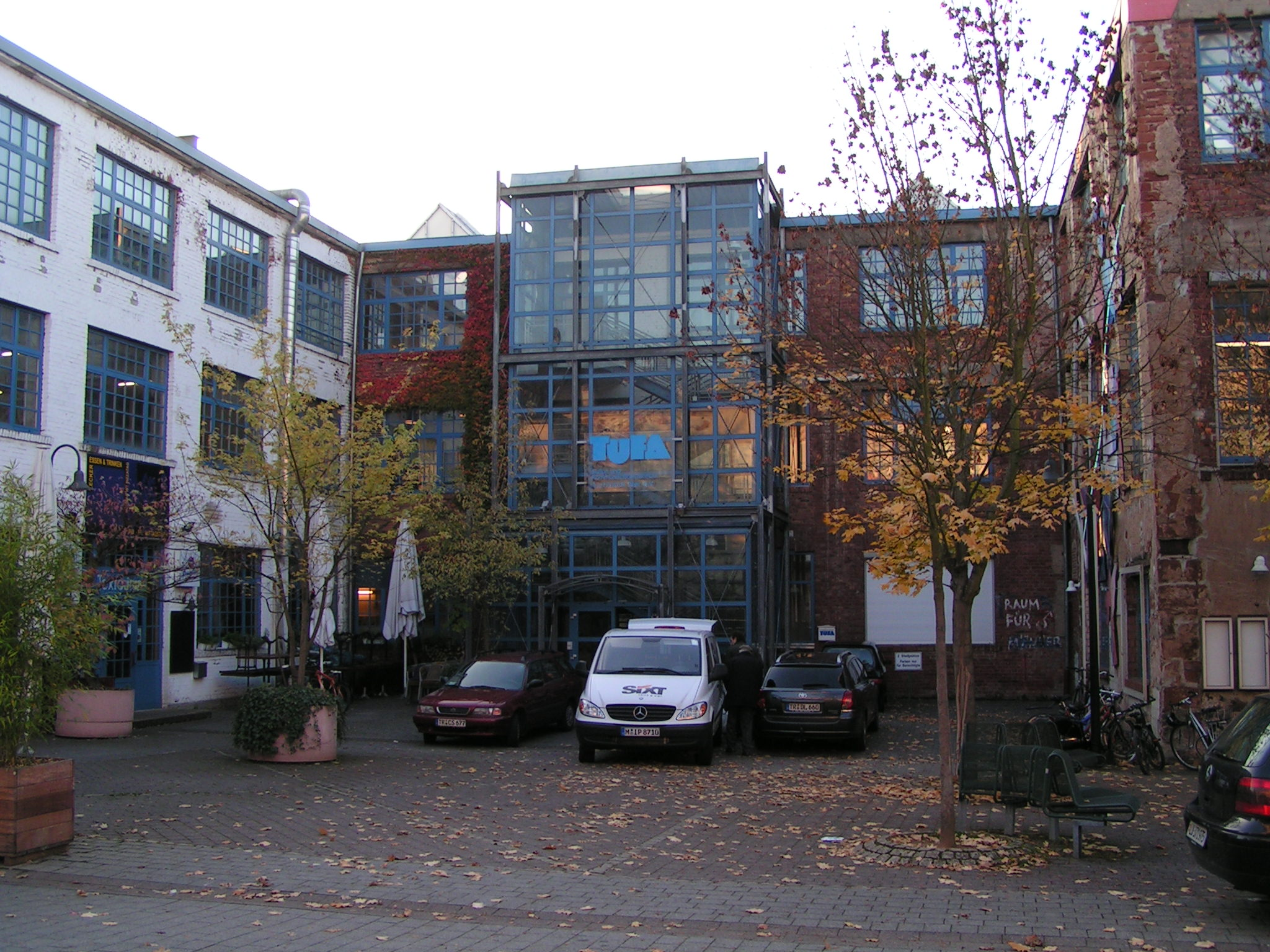
Tuchfabrik in Trier

Die Tuchfabrik (kurz TUFA) in Trier ist ein regionales Kulturzentrum und Kleinkunstbühne in der ehemaligen Tuchfabrik Weber an der Wechselstraße 4–6. Die TUFA ist ein wichtiger Bestandteil des kulturellen Lebens in Trier.
Der Träger Tufa e. V. ist Dachverband von mittlerweile 29 Einzelvereinen aus der gesamten Bandbreite der Kultur. Die einzelnen Vereine gestalten in Absprache
das Programm nach ihren Satzungen. Der Tufa e. V. ergänzt das Programm durch eigene Veranstaltungen, hauptsächlich aus dem Bereich Kleinkunst. Durch diese Zusammenarbeit sind die Themen der angebotenen Veranstaltungen, Kurse und Workshops vielfältig. Jährlich werden etwa 70.000 Besucher gezählt. Der Tufa e. V. ist Mitglied im Dachverband LAG Soziokultur & Kulturpädagogik Rheinland-Pfalz.

## Geschichte und Gebäude
In dem Verein Kulturwerkstatt schlossen sich Gruppen, Bands, Ensembles und Einzelkünstler, die weder Proberäume noch Ausstellungs- und Aufführungssäle zur Verfügung hatten, zusammen. Die Stadt Trier sah die Notwendigkeit ein kulturelles Zentrum für diese freie Szene zu schaffen. Unterstützung fand diese Planung durch die Vorbereitungen zur 2000-Jahr-Feier der Stadt Trier im Jahr 1984.
Das zentral gelegene aber marode Gebäude der ehemaligen Tuchfabrik Weber erwies sich als geeignet. Mit einem Aufwand von rund 500.000 DM wurden in einer ersten Ausbaustufe das Erdgeschoss und das erste Obergeschoss hergerichtet. Dadurch war die Durchführung von zwei großen Ausstellungen und Veranstaltungen möglich. Der Verein hat mit der Stadt Trier als der Eigentümerin des Grundstücks und der Gebäude einen Nutzungsvertrag geschlossen. Am 7. November 1985 wurde Tuchfabrik gegründet.
Die Ziele bei der Gründung des Kulturzentrums Tuchfabrik waren:
- ein Kultur- und Kommunikationszentrum für alle
- eine Bereicherung und Ergänzung des kulturellen Lebens der Stadt
- eine Alternative zu bestehenden etablierten Kulturanbietern
- der Förderung von vernachlässigten Kunstformen
- Arbeits- und Auftrittsmöglichkeit und Treffpunkt für junge Nachwuchsgruppen in den Bereichen Musik, Theater, Tanz, Literatur, Bildende Kunst
- anbieten von Kurs- und Workshopangebote in den Bereichen Theater, Ballett, Pantomime, Yoga, Musik, Literatur, Bildende Kunst
- Kinder- und Jugendveranstaltungsangebote und aktive künstlerische Arbeit in Zusammenarbeit mit Schulen, Vereinen
- offen und flexibel für alle lebendigen Formen der Kultur
- Überparteilichkeit

Im August 2006 geriet das Kulturzentrum bundesweit in die Schlagzeilen, als die Leiterin eine Veranstaltung mit der jüdischen Kantorin Avitall Gerstetter mit der Begründung absagen wollte, die Darbietung sei in Anbetracht des Konflikts im Libanon unangemessen. Die Ausladung wurde nach kurzer, öffentlicher Diskussion rückgängig gemacht.

## Mitgliedsvereine der TUFA
- Aktion 3. Welt Saar
- Arbeitsgemeinschaft Frieden
- AStA Universität Trier
- Baukultur Trier
- Dance Ability Deutschland
- éditions trèves
- Europäische Akademie für bildende Kunst – European Academy of Fine Arts – Académie Européenne des Beaux-Art
- Fotografische Gesellschaft Trier
- Gesellschaft für aktuelle Klangkunst Trier
- Gesellschaft für bildende Kunst Trier  (GBK)
- Improvisationstheater sponTAT
- Jazzclub Trier
- KATZ-Theater Trier
- Kulturlabor Trier
- Kulturwerkstatt Trier
- Kunstverein Trier Junge Kunst
- Lebenshilfe Trier
- Limelight
- menschMITmensch
- Multikulturelles Zentrum Trier
- Frauenchor Polyhymnia
- Portugiesischer Kulturverein
- Satiricon Theater
- SCHMIT-Z schwul-lesbisches Zentrum Trier
- S.I.E.
- Transition Trier
- Trierer Archiv für Geschlechterforschung und -geschichte e. V. (TAGG)re-r .
- KATZ-Theater
- Kunstverein Trier Junge Kunst
- Matrioschka – Heimatverein für Russischsprechende Kinder in Trier
- Tufa Tanz